# 暗夜飛行者
《暗夜飛行者》（英語：Nightflyers）是一部美國科幻恐怖電視劇，改編自喬治·R·R·馬丁1980年的同名中篇小說與短篇小說集《暗夜飛行者》，由傑夫·布勒所開創。本劇於2018年12月2日在Syfy首播，2019年1月1日在Netflix全球首播。第一季共有十集，於2018年12月13日完結。2019年2月19日，據導報說Syfy取消了本劇。

## 劇情
2093年，為了與太陽系邊緣的神秘外星生命取得聯繫，一群特立獨行的科學家和一位強大的心靈感應者踏上了“夜行者號”的探險之旅。當他們準備與對方展開第一次接觸時，可怕的暴力事件開始發生，導致曾經關係密切的工作人員相互不信任。不久之後，他們的主要任務就變成了生存。

## 演員

### 主要角色
- 伊恩·麥肯（英语：Eoin Macken） 飾 卡爾·德布萊恩（Karl d'Branin）- 一位看似自信的天體物理學家，帶領夜行者號上的科學探險隊前往太陽系邊緣，希望與外星生命接觸[4]。
- 大衛·阿賈拉（英语：David Ajala） 飾 羅伊·艾利斯（Roy Eris） - 夜行者號隱居的船長和艾利斯企業的執行長，艾利斯企業是太陽系外殖民地的主要建造者[4]。
- 茱蒂·特納·史密斯（英语：Jodie Turner-Smith） 飾 梅蘭莎·傑爾（Melantha Jhirl） - 來自基因太空計劃的“基因增強”學員，他被選為德布萊恩的副駕駛，執行夜行者號的任務[4]。
- 安格斯·桑普森（英语：Angus Sampson） 飾 羅萬（Rowan）- 德布萊恩的科學家團隊中一位和藹可親的天才外星物種學家[4]。
- 山姆·史崔克（英语：Sam Strike） 飾 塞爾（Thale）- L-1心靈感應者，是具有致命精神力量的人類未來分支[4]。
- 瑪雅·艾謝特（英语：Maya Eshet） 飾 羅米·索恩（Lommie Thorne）- 一個性別流動的網路技術專家，比起人類更喜歡與電腦交流。她透過手術植入手臂的神經端口與夜行者號的電腦進行通訊[4]。
- 布萊恩·F·歐拜恩（英语：Brían F. O'Byrne） 飾 奧吉（Auggie）- 夜行者號的總工程師[4]。
- 葛雷琴·莫爾 飾 阿加莎·馬西森醫生（Dr. Agatha Matheson）- 專門研究L-1心靈感應者的精神病學家[4]。

### 常駐角色
- 菲利普·瑞斯（英语：Phillip Rhys） 飾 墨菲（Murphy）[5]
- 格威尼·麥格爾文（英语：Gwynne McElveen） 飾 托比絲醫生（Dr. Tobis）[5]
- 柔伊·塔珀（英语：Zoë Tapper） 飾 喬伊·德布萊恩（Joy d'Branin）[5]
- 米蘭達·雷森（英语：Miranda Raison） 飾 泰西雅（Tessia）[5]
- 勃朗特·卡邁克爾 飾 絲凱·德布萊恩（Skye d'Branin）
- 尤瑟夫·凱爾科爾 飾 哈特利·蘇切克（Hartley Suczek）
- 喬普林·西伯坦 飾 羅米的父親（Lommie's father）
- 喬西特·賽門（英语：Josette Simon） 飾 辛西婭（Cynthia）
- 布麗爾·奧拉萊 飾 年輕的辛西婭（young Cynthia）
- 丹尼爾·阿德格博耶加 飾 亨利·艾利斯（Henry Eris）
- 歐文·弗雷（英语：Olwen Fouéré） 飾 康妮（Connie）
- 尼德·丹尼希 飾 賈德森船長（Captain Judson）

## 集數
| 集數 | 標題                                 | 導演          | 編劇                                                                 | 首播日期       | 美國收視人數 （百萬） |
| --- | ------------------------------------ | ------------- | -------------------------------------------------------------------- | -------------- | --------------------- |
| 1 | 我們所遺留的 All That We Left Behind | 麥可·凱西爾   | 傑夫·布勒                                                            | 2018年12月2日  | 0.623                 |
| 隨著地球遭受疾病和污染的蹂躪，天體物理學家卡爾·德布萊恩領導一項任務，與一種名為沃爾克林（volcryn）的先進外星物種接觸。「夜行者號」（Nightflyer）是一艘先進的探險船，由隱居的船長羅伊·艾利斯指揮，他是艾利斯企業的執行長，並透過全息影像與其他船員和乘客進行交流。其他船員包括梅蘭莎·傑爾、外星生物學家羅萬、精神病學家阿加莎·馬西森和心靈感應者塞爾。除了阿加莎外，其他探險隊成員都認為塞爾很危險，被關在一個密閉的房間裡。在脫離地球軌道時，飛船的推進器發生故障。隨後發生的其他不幸事件包括卡爾看到他已故的女兒斯凱和梅蘭莎差點淹死在坦克中的幻覺。 當探險隊成員開始責怪塞爾時，他逃離了自己的牢房。 總工程師墨菲在試圖逮捕燃料室中的塞爾時被嚴重燒傷。                                 |                                      |               |                                                                      |                |                       |
| 2 | 暴動 Torches and Pitchforks          | 安德魯·麥卡錫 | 丹尼爾·塞龍納                                                        | 2018年12月3日  | 0.414                 |
| 在墨菲治療傷口的同時，夜行者號的船員們開始追捕塞爾。羅米試圖侵入船上的電腦系統，而梅蘭莎對羅伊的監視越來越懷疑。在閱讀了墨菲的記憶後，卡爾和阿加莎發現墨菲的傷害是由塞爾造成的。由於卡爾認為塞爾對他們的任務至關重要，羅伊將墨菲的受傷歸咎於電氣事故並抹去了墨菲對事件的記憶，從而掩蓋了塞爾的行為。塞爾在仿地球區穹頂與一位女士交朋友，並以沒有吸毒為代價投降。卡爾也被絲凱明顯的幽靈所困擾。在一隻被附身的機器人蜘蛛傷害了哈特利並殺死了他的團隊後，羅伊告訴卡爾，一股神秘的力量正試圖破壞任務。他警告實體它已經走得太遠了。 |                                      |               |                                                                      |                |                       |
| 3 | 當你凝視深淵 The Abyss Stares Back   | 尼克·墨菲     | 琳賽·斯圖曼                                                          | 2018年12月4日  | 0.390                 |
| 在阿加莎的批准下，羅萬獲得了讓塞爾參與他研究的許可，其中包括用兔子進行的實驗。兔子死了，阿加莎發現它感染了絛蟲。梅蘭莎設法重新啟動夜行者號的第四推進器，但暴露在放射性能量下。在羅米的照顧下康復期間，梅蘭莎告訴她的情人，真正的羅伊·艾利斯救了她。與此同時，哈特利受到惡魔力量的折磨。他試圖強迫艦橋船員返回木衛二，但羅伊扭斷了他的脖子，殺死了他。羅萬與卡爾聯手潛入羅伊的總部，認為這位難以捉摸的船長對他們隱瞞了一些事情。然而，卡爾被一種幽靈折磨著。羅伊透露，夜行者號被他已故母親的鬼魂所困擾，她將她的意識上傳到船上。 |                                      |               |                                                                      |                |                       |
| 4 | 白兔 White Rabbit                    | 瑪姬·基利     | 布萊恩·尼爾森                                                        | 2018年12月5日  | 0.319                 |
| 得知真相後，卡爾、羅伊和羅萬不得不與羅伊母親的鬼魂抗爭。儘管鬼魂經常出沒，但羅伊和卡爾決心繼續他們的探險，以與沃爾克林建立聯繫。塞爾透過他的心靈感應能力，感覺到一名船員被羅伊的母親凍死在貨艙裡。羅伊和阿加莎找到了屍體。羅伊的母親希望探險隊移除一個沃爾克林探測器，其中包含外星肉體。與羅米合作，卡爾和羅萬駭入了外星人探測器。在經歷了一場磨難之後，羅米透露沃爾克林已經傳回了探測器，以便送消息給他們。 |                                      |               |                                                                      |                |                       |
| 5 | 格雷溫 Greywing                      | 麥可·J·巴瑟   | 劇本創作 ：丹尼爾·塞龍納 故事構思 ：泰瑞·馬塔拉斯＆克里斯多福·蒙費特 | 2018年12月6日  | 0.470                 |
| 為了保證任務的成功，羅伊招募羅米滲透夜行者號的電腦系統。在塞爾的幫助下，羅米進入了網路空間版的格雷溫莊園，在那裡她遇到了一個年輕的以及一個成年的羅伊母親辛西婭。經過一番掙扎，羅米設法將成年版本的辛西婭鎖定在這個虛擬空間內的一個房間內，並用防火牆將其密封。塞爾的行為為他贏得了阿加莎的支持。阿加莎和卡爾對彼此產生了浪漫的感情，而羅萬推測沃爾克林把探測器送回來是為了聽他們說話。羅米得知梅蘭莎知道羅伊正在監視他們的動作後，兩人之間發生了爭執。 |                                      |               |                                                                      |                |                       |
| 6 | 神賜之禮 The Sacred Gift             | 安德魯·麥卡錫 | 傑夫·布勒                                                            | 2018年12月9日  | 0.424                 |
| 隨著夜行者號繼續航行，塞爾看到了幾個女人的幻象。夜行者號遇到了一艘名為雄鷹16號（Eagle 16）的受損艾利斯企業飛船，它一直漂浮在深空。在羅伊的命令下取回船上的晶體矩陣以囚禁他母親辛西婭的鬼魂，卡爾、梅蘭莎、羅米、奧吉和羅萬登上雄鷹16號。他們發現船上的女性乘客在科學家康妮的帶領下，建立了一個自給自足社會，她們藉由吃男性船員的精子產生克隆體的肉來生存。康妮和她的追隨者抓住了夜行者號的船員，打算招募梅蘭莎和羅米，並收集男性探險隊成員的精子。由於無法與卡爾的團隊建立聯繫，羅伊讓 塞爾使用他的心靈感應能力探測雄鷹16號。團隊在夜行者號的幫助下逃脫。返回後，奧吉聲稱雄鷹16號上的康妮摧毀了晶體矩陣。事實上，由於對辛西婭的忠誠，奧吉親手摧毀了它。卡爾發現阿加莎也是一個心靈感應者。 |                                      |               |                                                                      |                |                       |
| 7 | 傳播 Transmission                    | 達蒙·托馬斯   | 大衛·施奈德曼                                                        | 2018年12月10日 | 0.303                 |
| 在接下來的八個月航程中，塞爾受到船員的歡迎，因為他能夠利用他的心靈感應能力來模擬遊戲和美好的回憶。然而，當他失去對自己的心靈感應能力的控制時，事情就變糟了，導致一些船員受到精神攻擊。與此同時，羅萬與懷有孩子的泰西雅建立了關係。當他們接近沃爾克林時，梅蘭莎對探險隊分心感到沮喪。在沉浸在另一個網路空間現實中時，羅米被兒童版的辛西婭跟踪。她意識到辛西婭已經突破了防火牆。卡爾能夠進入由沃爾克林探測器生成的網路空間，在那裡他遇到了他女兒絲凱的另一個現實版本。卡爾開始相信沃爾克林正試圖透過他已故的女兒與他聯繫。泰西雅生下了一個死產女孩，她迅速溶解成孢子，迫使夜行者號隔離了醫療站。                                                                                            |                                      |               |                                                                      |                |                       |
| 8 | 重生 Rebirth                         | 馬克·東德拉   | 麥可·戈蘭科                                                          | 2018年12月11日 | 0.312                 |
| 梅蘭莎和羅萬試圖為泰西雅和托比絲醫生開發一種解毒劑，他們被孢子隔離在醫療室。羅伊與他們一起提供道義上的支持。泰西雅在托比絲身上測試解毒劑，但對孢子沒有影響。與此同時，卡爾沉浸在網路現實中，並設法擁抱了他的女兒絲凱。 梅蘭莎禁用模擬室並召喚卡爾幫助感染患者。孢子還會導致塞爾和阿加莎遭受使人虛弱的精神攻擊。透過阿加莎，泰西雅說服卡爾和羅伊啟動消毒程序，以阻止孢子感染飛船的其餘部分。失去妻子的羅萬悲痛欲絕。羅伊在淨化過程中倖存下來，揭示了自己是一個機器人。羅米重返網路空間版的格雷溫莊園，但她遭到年輕的辛西婭襲擊而暈倒。兩個辛西婭合併並佔據了羅米的身體，讓她的意識被困在網路空間。                                                                                         |                                      |               |                                                                      |                |                       |
| 9 | 伊卡魯斯 Icarus                      | 史蒂芬·舒華茲 | 艾咪·路易斯·強森                                                     | 2018年12月12日 | 0.274                 |
| 當夜行者號接近沃爾克林時，探險隊發現外星人是一群太空生命形式。阿加莎發現了魂靈投射能力，並將這些知識傳授給了塞爾。羅萬為失去泰西雅和他們的女兒而悲痛，並責怪阿加莎和羅伊。阿加莎和卡爾之間的緊張局勢日益加劇，因為後者癡迷於不惜一切代價與沃爾克林接觸。住在羅米身體裡的辛西婭向奧吉展示了自己。辛西婭命令他將自己的記憶文件下載到她的新宿主中，並阻止夜行者號與沃爾克林接觸。奧吉破壞了仿地球區，引發了爆炸，損壞了飛船。痛苦的羅萬用斧頭攻擊阿加莎，阿加莎自殺是為了讓塞爾從心靈反饋中解脫出來。在她去世之前，她發送了一條求救訊息，警告夜行者號上的危險。羅萬用斧頭殺死了一名女船員，且他似乎在被船上保安人員阻止之前殺死了羅伊。夜行者號與沃爾克林蜂群接觸，它以紫色雲狀的形式顯現。  |                                      |               |                                                                      |                |                       |
| 10 | 我們所發現的 All That We Have Found  | 馬克·唐德瑞   | 傑夫·布勒                                                            | 2018年12月13日 | 0.420                 |
| 幾名船員因奧吉對夜行者號的仿地球區穹頂的破壞而死傷。阿加莎被給予太空葬禮。塞爾、卡爾和梅蘭莎很快意識到辛西婭住在羅米的身體裡。梅蘭莎發現真正的羅伊·艾利斯是辛西婭的異性克隆，她居住在一個生命維持罐中，她一直在控制一個更健康的機器人復製品，而梅蘭莎本人是辛西婭的直接克隆。相信夜行者號被沃爾克林物質污染，辛西婭計劃乘救生艙逃生，並命令奧吉關閉冷卻系統，導致推進器過載。卡爾駕駛生命艙並用它穿越沃爾克林物體。梅蘭莎在塞爾、羅萬和待在晶體矩陣裡的羅米的幫助下挫敗了奧吉的計劃。本劇畫下扣人心弦的句點，夜行者號成功與沃爾克林接觸，而卡爾在另一個現實中與他的妻子和女兒重聚，並從生命艙中消失了。                                                                                   |                                      |               |                                                                      |                |                       |

## 製作

### 開發
2016年，Syfy宣布他們將根據喬治·R·R·馬丁1980年的中篇小說製作一個新節目。2017年，Syfy進一步宣布該劇將改編自1987年的電影《星空異形》。由於與HBO的專屬合約，馬丁將不會直接參與該劇，但將被視為執行製作人。據報導，本劇的總製作預算高達5000萬歐元，而愛爾蘭影視產業也為節目提供了85萬歐元的國家資助。

### 拍攝
2018年初，本劇在愛爾蘭利默里克的外景地以及位於利默里克的特洛伊工作室（Troy Studios）開始製作，丹尼爾·塞龍納擔任節目統籌。塞龍納還與Hypnotic的傑納·克萊因（Gene Klein）、戴夫·巴帝斯（David Bartis）和道格·李曼一起擔任本劇執行製作人；蓋塔羅森茨維格製片的艾莉森·羅森茨維格（Alison Rosenzweig）和麥可·蓋塔（Michael Gaeta）； 以及洛依德伊萬米勒製片的洛依德·伊萬·米勒（Lloyd Ivan Miller）和愛麗絲·P·諾伊豪瑟（Alice P. Neuhauser）。
在視覺效果方面，Spin VFX是主要供應商，領土工作室提供用戶界面，Switch Visual Effects提供額外支援。視覺效果必須無縫配合為飛船建造的巨大實際設定。

## 發行

電視劇宣傳海報

《暗夜飛行者》於2018年12月2日在Syfy上首播。第一季共有10集。Netflix作為聯合製作人加入本劇，除了擁有在美國的二次播放權外，還擁有國際播放權。2019年2月19日，據導報說Syfy已經取消本劇
。

## 反響

### 專業評價
在匯總媒體網站爛番茄上，該劇基於27條評論獲得33%新鮮度，平均評分為5.41/10。該網站共識寫道：“《暗夜飛行者》的低預算美學和對致敬的過度依賴，透露了其引人入勝的哲學思考和令人印象深刻的創作血統，令人不安但並不特別可怕。” Metacritic使用加權平均數，根據14位評論家給出47分（滿分100分），代表“好壞參半”。
影音俱樂部的亞歷克斯·麥克李維（Alex McLevy）對《暗夜飛行者》感到失望的是，它並沒有像《權力的遊戲》那樣成功地顛覆流派常規，他寫道，“主創傑夫·布勒不太知道如何讓它再次煥然一新。” 儘管預算有限，麥克李維仍稱讚該劇“吸引人的視覺風格”，在演員陣容中，他特別提到了瑪雅·艾謝特“昇華了她出現的每一個場景”。他將該劇與電影《撕裂地平線》進行了比較，並稱節目引人入勝但缺乏深度，代表這部戲可能更吸引那些已經喜歡科幻恐怖類型的觀眾。

### 收視率
| 序 | 標題         | 播出日期       | 收視率 （18–49歲） | 收視人数 （百萬） | DVR收視率 （18–49歲） | DVR收視人数 （百萬） | 總收視率 （18–49歲） | 總收視人数 （百萬） |
| -- | ------------ | -------------- | ------------------ | ----------------- | --------------------- | -------------------- | -------------------- | ------------------- |
| 1  | 我們所遺留的 | 2018年12月2日  | 0.15               | 0.623             | 0.09                  | 0.336                | 0.24                 | 0.959               |
| 2  | 暴動         | 2018年12月3日  | 0.14               | 0.414             | 0.08                  | 0.257                | 0.22                 | 0.671               |
| 3  | 當你凝視深淵 | 2018年12月4日  | 0.09               | 0.390             | 0.10                  | 0.314                | 0.19                 | 0.704               |
| 4  | 白兔         | 2018年12月5日  | 0.08               | 0.319             | 0.06                  | 0.238                | 0.14                 | 0.557               |
| 5  | 格雷溫       | 2018年12月6日  | 0.12               | 0.470             | 0.06                  | 0.236                | 0.18                 | 0.706               |
| 6  | 神賜之禮     | 2018年12月9日  | 0.08               | 0.424             | 0.06                  | 0.220                | 0.14                 | 0.644               |
| 7  | 傳播         | 2018年12月10日 | 0.08               | 0.303             | 0.06                  | 0.250                | 0.13                 | 0.503               |
| 8  | 重生         | 2018年12月11日 | 0.05               | 0.312             | 0.04                  | 0.200                | 0.09                 | 0.512               |
| 9  | 伊卡魯斯     | 2018年12月12日 | 0.06               | 0.274             | 0.04                  | 0.193                | 0.10                 | 0.467               |
| 10 | 我們所發現的 | 2018年12月13日 | 0.09               | 0.420             | 0.04                  | 0.203                | 0.13                 | 0.623               |

### 獎項與提名
| 獎項           | 項目                               | 提名                                                                                    | 結果 | 來源   |
| -------------- | ---------------------------------- | --------------------------------------------------------------------------------------- | ---- | ------ |
| 視覺效果協會獎 | 劇集或即時項目中的傑出電腦動畫角色 | 彼得·吉利貝蒂、詹姆斯·克雷蒂安、萊恩·克羅米、小塞薩爾·達科爾由《我們所發現的》 – 艾利斯 | 提名 | [ 34 ] |

## 外部連結
- 官方网站
- 在Netflix上觀看《暗夜飛行者》
- 互联网电影数据库（IMDb）上《暗夜飛行者》的资料（英文）
- 烂番茄上《暗夜飛行者》的資料（英文）